# Gmina Bogowińe
Gmina Bogowińe (mac. Општина Боговиње) – gmina w północno-zachodniej Macedonii Północnej.
Graniczy z gminami: Tetowo od północy, Brwenica od wschodu, Wrapcziszte od południa, oraz od zachodu z Kosowem.
Skład etniczny
- 95,23% – Albańczycy
- 4,08% – Turcy
- 0,13% – Macedończycy
- 0,56% – pozostali

W skład gminy wchodzi:
- 14 wsi: Bogowińe, Kameńane, Gorno Pałcziszte, Gorno Sedlarce, Dołno Pałcziszte, Jełowjane, Żerowjane, Nowaće, Nowo Seło, Pirok, Rakowec, Sełce Kecz, Siniczane, Urwicz